# Palästinareise Kaiser Wilhelms II.
Vom 11. Oktober bis 26. November 1898 unternahm der Deutsche Kaiser Wilhelm II. seine Palästinareise, an deren Höhepunkt er die deutsche Erlöserkirche in Jerusalem einweihte.
Im Rahmen seiner Fahrt nach Palästina wurden unter anderen die damals zum Osmanischen Reich gehörenden Städte Konstantinopel, Haifa, Jaffa, Jerusalem und Beirut besucht. Der Kaiser stützte die Macht des Sultans im labilen Osmanischen Reich seit der Balkankrise, bemühte sich um eine politische Stärkung des Christentums, vor allem der evangelischen Kirche, und ermutigte die deutschen christlichen und jüdischen Siedler, ohne sich politisch für sie einsetzen zu wollen.

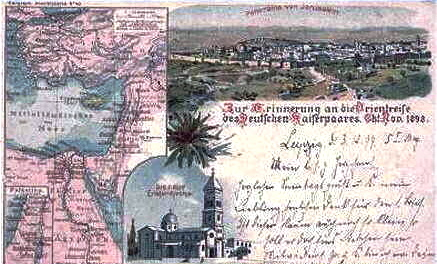
Erinnerungspostkarte von 1898

## Historischer Kontext

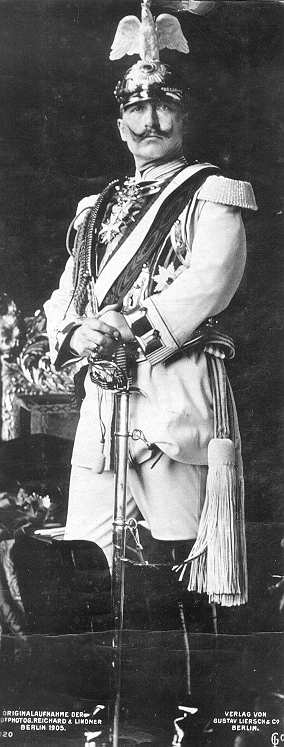
Wilhelm II. in Paradeuniform

Am Ende des 19. Jahrhunderts, als Wilhelm II. die Kaiserwürde übernahm, befand sich das Deutsche Reich im Umbruch. Es vollzog den Wandel von einem Agrar- zu einem Industriestaat. Dieser ökonomische Strukturwandel brachte soziale Veränderungen mit sich. So verdrängten beispielsweise die neuen Großunternehmer den alten Mittelstand mit seinen kleinen Einzelhandelsgeschäften und gewannen durch ihre große Finanzkraft an politischer Relevanz.
Zudem stieg die Zahl der Industriearbeiter auf das Niveau der Arbeiterzahl in der Land- und Forstwirtschaft. So avancierte das Deutsche Reich zu einer der drei großen Industrienationen (neben Großbritannien und den USA), was ein Bevölkerungswachstum nach sich zog, das wiederum die Urbanisierung förderte und die Zahl der Großstädte von 1871 bis 1910 um 58 Prozent wachsen ließ. Die unter anderem dadurch ausgelösten sozialen Gegensätze, besonders zwischen der Arbeiterschaft und dem Bürgertum, vermochte der Staat nicht ausreichend zu balancieren und förderte, um die innenpolitischen Spannungen zu kompensieren, nach außen den Imperialismus.
Nicht zu unterschätzen für den wirtschaftlichen Aufstieg des Deutschen Reiches ist der Ausbau des Verkehrswesens, vor allem die Erweiterung des Eisenbahnnetzes. Der wirtschaftliche Aufschwung wurde vom Export getragen. 1891 erreichte der Export von Gütern den Wert von 7,3 Mrd. Mark (ℳ) und stieg bis 1911 auf 17,8 Mrd. ℳ. Die deutschen Kolonien spielten dabei kaum eine Rolle, lagen doch die überseeischen Absatzmärkte vor allem in angelsächsischen Gebieten.
Der Gegenstand vor allem christlich motivierter europäischer und nordamerikanischer Forschung zu Leben, Wirken und Wirkungsstätten Jesu von Nazareth wurde (und wird) in den Ländern der Forschung als Palästina bezeichnet. Obwohl die Region vom Jahre 6 bis 135 der christlichen Zeitrechnung, also zu Jesu Zeiten, die römische Provinz Iudaea bildete, bevorzugt(e) die christlich geprägte Forschung den Begriff Palästina. Tatsächlich bestand dagegen die osmanische Provinz Mutesarriflik Jerusalem, wo christliches Forschen und Pilgertum sich Palästina dachten, weitere Teile des später von Briten als Palästina konzipierten Gebiets gehörten zu osmanischen Zeiten zum libanesischen Vilâyet Beirut.
1914 lebten im als Palästina gedachten Gebiet ca. 5.000 europäische Christen, wovon die Hälfte aus Deutschland stammte. Eine wirtschaftlich bedeutsame Gruppe war die aus Württemberg stammende Tempelgesellschaft. Die deutschen Siedler hatten sich aus religiösen oder national-jüdischen Motiven in Palästina angesiedelt und standen unter dem Protektorat des Deutschen Reiches. Neben den aus Europa eingewanderten Christen bestand unter den palästinensischen Arabern eine lange christliche Tradition.

## Vorgeschichte
In der Geschichte der Hohenzollern war es nicht das erste Mal, dass ein Mitglied der Familie sich nach Palästina begab. Albrecht Achilles (1414–1486) und sein Bruder Johann von Brandenburg (1406–1464) waren 1435 noch als Prinzen im Heiligen Land. Aus religiösen Motiven interessierte sich dann König Friedrich Wilhelm IV. (1795–1861) für das Heilige Land und gründete dort 1841 das protestantische Bistum Jerusalem, unterhalten von Evangelischer Kirche in Preußen und Kirche von England, das ungewollt zu Rivalitäten der ansässigen Religionen führte. Kronprinz Friedrich Wilhelm (1831–1888) bereiste 1869 Jerusalem zur Eröffnungsfeier des Sueskanals. Kaiser Wilhelm I. ließ für den Bau einer Kirche in Jerusalem Gelder sammeln.
Nachdem die evangelische Landeskirche in den älteren Provinzen Preußens, wie die Kirche seit 1875 hieß, auf Betreiben Kaiser Wilhelms II., Inhaber des Kirchenregiments, am 3. November 1886 die Beteiligung am Bistum Jerusalem aufgekündigt und drei Jahre später schließlich ihren Teil des Bistumsvermögens ausbezahlt bekommen hatte, bestätigte der Kaiser 1889 die Gründung des deutschen Jerusalem-Stifts, das das erstattete Vermögen als Stiftungskapital erhielt.:17 Der Zweck dieser Stiftung war der Erhalt sowie die Schaffung evangelisch kirchlicher Einrichtungen und Anstalten in Jerusalem. Die Tatsache der deutschen Besiedlung und die traditionelle Beziehung der Hohenzollern zum Heiligen Land wird den Ausschlag zu seiner Reise gegeben haben. Das erklärte Ziel war die Einweihung der Erlöserkirche in Jerusalem. Auch wollte er als Pilger ins Heilige Land reisen wie einst sein Vater und dem Wunsch seines von ihm sehr verehrten Großvaters nachkommen, eine evangelische Kirche in Jerusalem einzurichten.

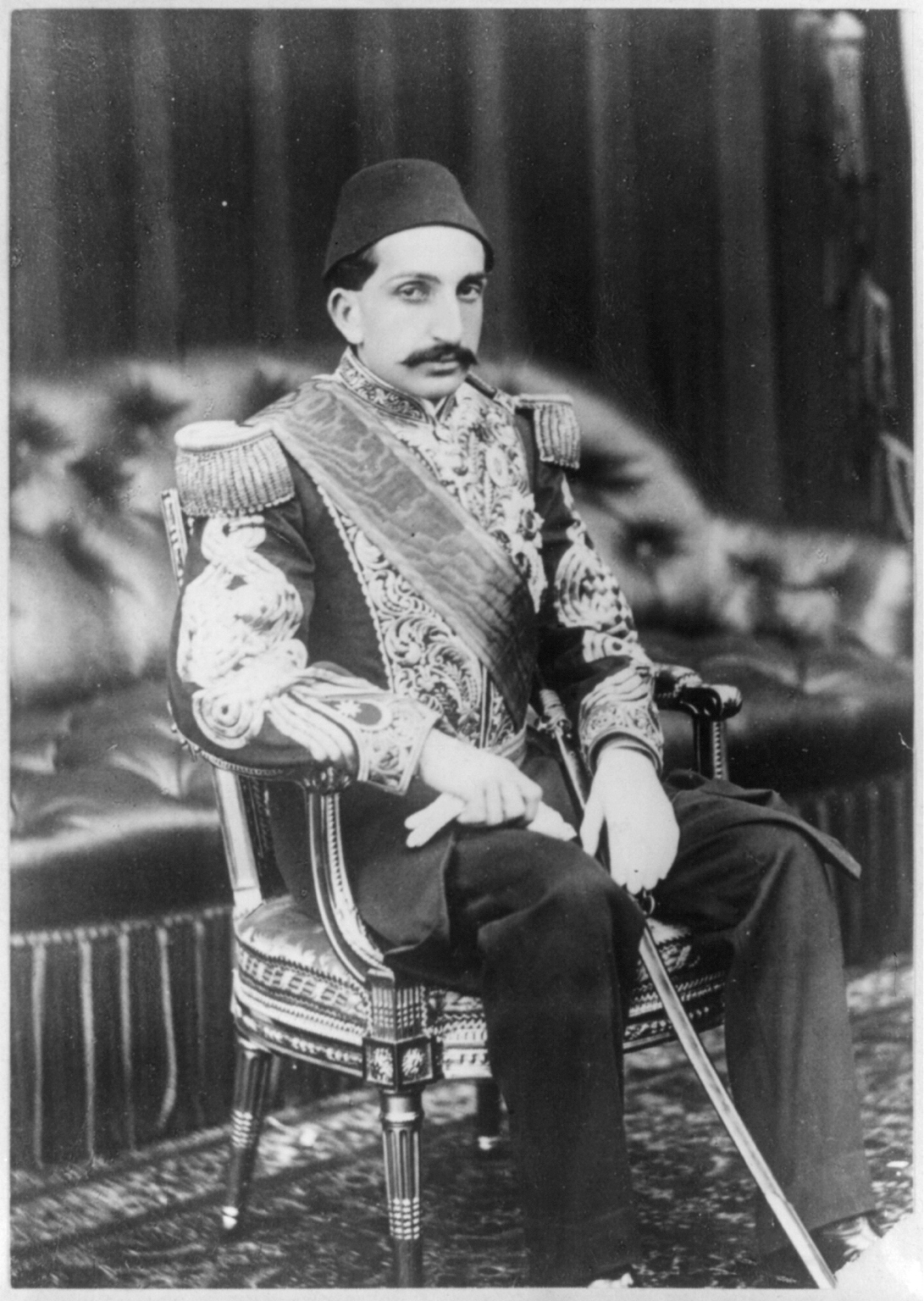
Sultan Abdülhamid II.

Anlässlich der Reise plante die osmanische Seite, eine Bresche in die Stadtmauer von Jerusalem zu schlagen, da man mit einem erhöhten Verkehrsaufkommen rechnete. Ein Mauerstück direkt am Jaffator sollte für Wilhelms II. feierlichen Einzug durchbrochen werden. Als das deutsche Konsulat in Jerusalem Wilhelm II. von diesem Plan berichtete, notierte er dazu: „das soll inhibiert werden, ich hoffe nicht, daß eine solche Barbarei wirklich gemacht wird.“:51 Da die Osmanen dennoch den Mauerdurchbruch vornahmen, wird oft behauptet, der Kaiser habe das angeordnet.
Politische Relevanz erhielt die Palästinareise durch den Besuch des Kaisers beim „roten Sultan“ Abdülhamid II. (so genannt wegen des Massakers an den Armeniern in Konstantinopel), um die guten Beziehungen der beiden Länder zu bestätigen. Die französische Presse behauptete, der Kaiser wolle mit seinem Protektorat die französische Tradition als selbsternannte Schutzmacht der Katholiken sowie deren Institutionen im Orient ohne Unterscheidung der Nationalitäten beseitigen.
Eine deutsch-österreichische Delegation von Vertretern der Idee einer Heimstatt für Juden im Heiligen Land Max Bodenheimer, Theodor Herzl, Moses Schnirer, Joseph Seidener und David Wolffsohn bereiteten eine Unterredung Herzls mit dem Kaiser in Sachen dieser Idee, Zionismus genannt, vor. Beide trafen sich am 15. Oktober 1898 in Istanbul vor einem Gespräch des Kaisers mit dem Sultan, und Herzl ersuchte den Kaiser, sich für die zionistische Idee beim Sultan zu verwenden. Wilhelm II. war damit der erste Staatsmann überhaupt, bei dem Herzl je hatte über die zionistische Idee vorsprechen können, beide trafen sich in Palästina dann noch zweimal.
Am 17. Oktober 1898 behauptete die Zeitung Le Matin, dass der Kaiser in Haifa eine Flottenbasis errichten wolle und dies der hauptsächliche Zweck der Reise sei. Doch wie Bemerkungen des Kaisers zu entnehmen ist, wusste dieser erst kurze Zeit vor seiner Ankunft, wo Haifa überhaupt lag. „Haifa, wo ist denn das?“:58 Ursprünglich sollte der Kaiser nämlich in Jaffa anlegen, doch aufgrund der fortgeschrittenen Jahreszeit wurde empfohlen, in Haifa zu landen, womit der Kaiser auch einverstanden war. Hintergrund dieser Empfehlung ist die Einschiffung von Kaiser Franz Joseph anlässlich seiner Nahostreise von 1869, bei der das Schiff fast gekentert wäre.

## Verlauf

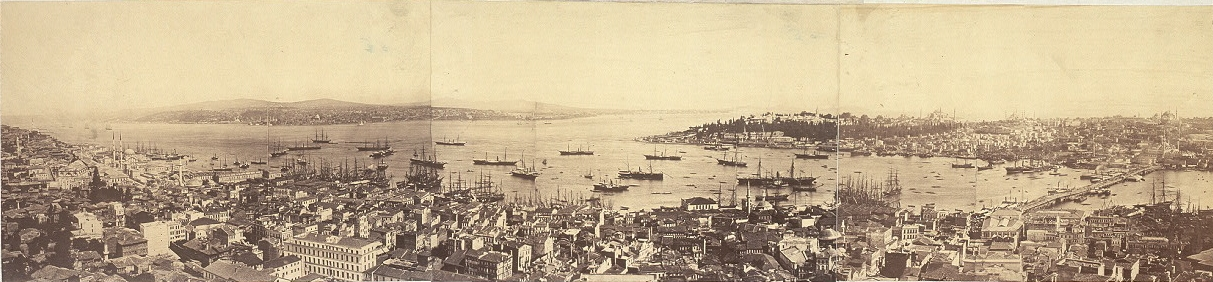
Konstantinopel um 1876

Im Frühjahr wurde die Reise des Kaiserpaares vorbereitet. Unter anderem reiste eine Delegation nach Palästina, um die geplante Route zu kontrollieren. Am 11. Oktober begann die Reise. Kaiser und Kaiserin mit Gefolge machten sich zunächst auf den Weg nach Konstantinopel. Viele Pilger sowie zweihundert offizielle Gäste schlossen sich ihnen an. Während das offizielle Gefolge zusammen mit dem Kaiserpaar den Weg über Konstantinopel nahmen, reisten die Pilger direkt nach Palästina.

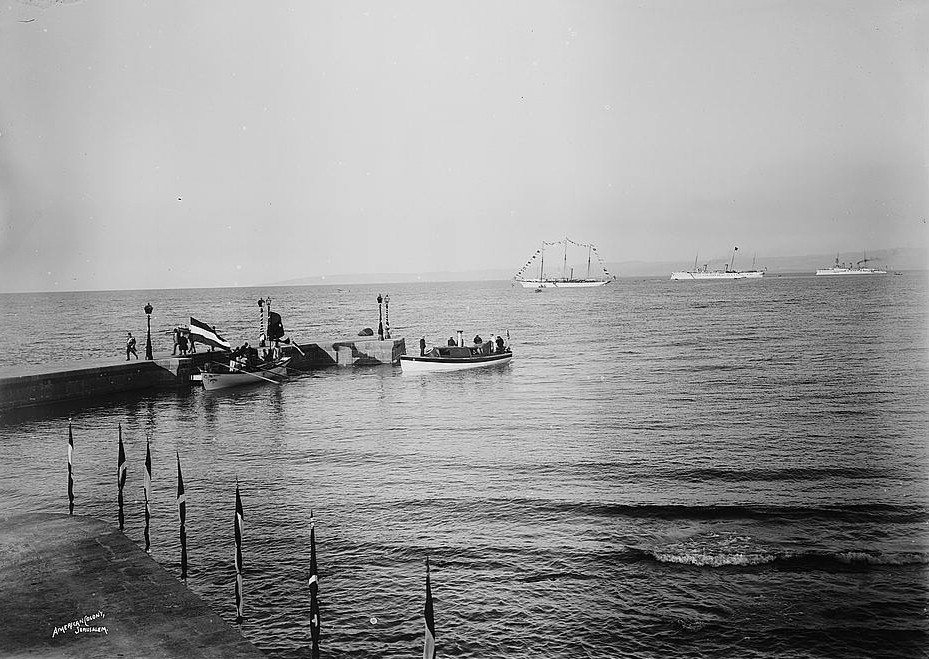
Wilhelm II. geht am 25. Oktober 1898 in Haifa an Land

### Begrüßungen

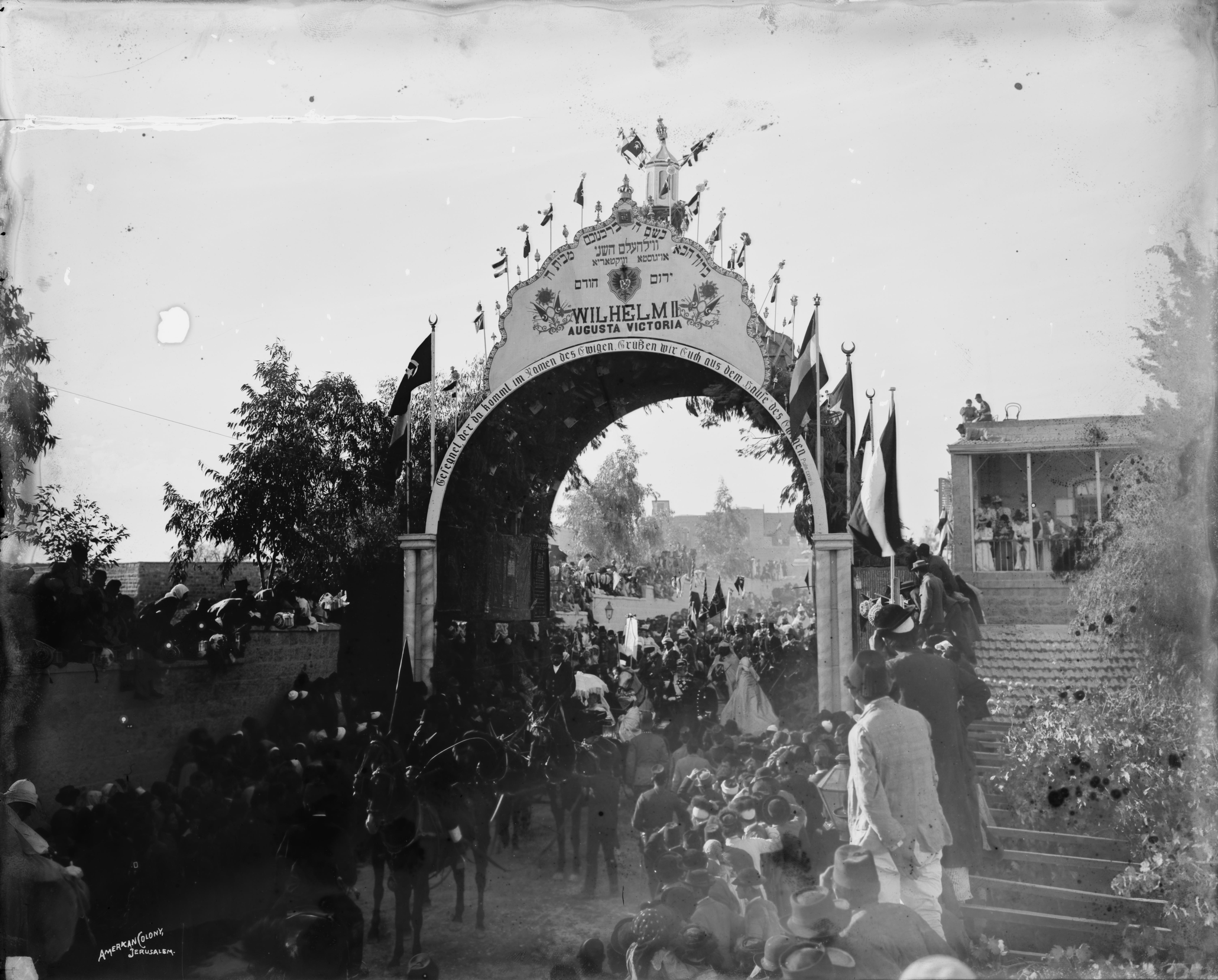
Einzug des Kaiserpaars in Jerusalem am 29. Oktober 1898 im Triumphbogen des aschkenasischen Gemeindevorstands HaWaʿad haKlali Knesset Jisraʾel nahe dem Hotel Kaminitz am Rechov haNeviʾim 65

Der Empfang, der dem Kaiser und der Kaiserin in Konstantinopel, Palästina sowie Syrien bereitet wurde, war von einer sehr positiven Haltung geprägt. Nach einem kurzen Aufenthalt in Konstantinopel reisten sie mit dem Gefolge weiter nach Palästina.

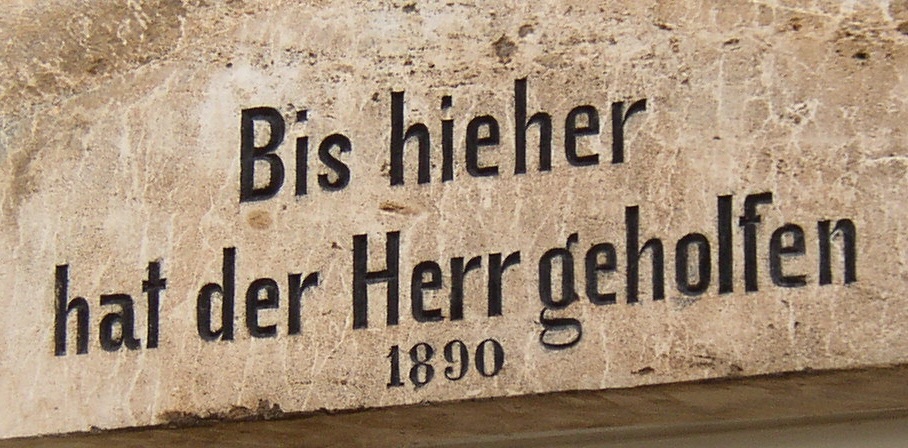
Inschrift an einem Haus der Tempelgesellschaft in Haifa

Am 25. Oktober kam der Kaiser und Kaiserin mit der Jacht Hohenzollern in Haifa an. Es war das erste Mal seit 670 Jahren, wenn man die Reise des österreichischen Kaisers Franz Joseph kurz zuvor nicht mitzählt, dass ein Kaiser deutscher Nation das Heilige Land betrat. Der Staufer Friedrich II. (1194–1250), der einen Kreuzzug ins Heilige Land unternommen hatte, war der Letzte, der 1228 in Akko landete. Vom Berg Karmel schaute Wilhelm II. samt seinem Gefolge auf Haifa mit seiner dort ansässigen deutschen Kolonie hinab. An dieser Stelle wurde später ein Kaiser-Wilhelm-Denkmal erbaut und der Platz davor Kaiser-Wilhelm-Platz genannt. Britische Soldaten demontierten 1918 das Denkmal, jedoch wurde es 1982 im Beisein von Prinz Louis Ferdinand von Preußen und Alex Carmels wieder errichtet.

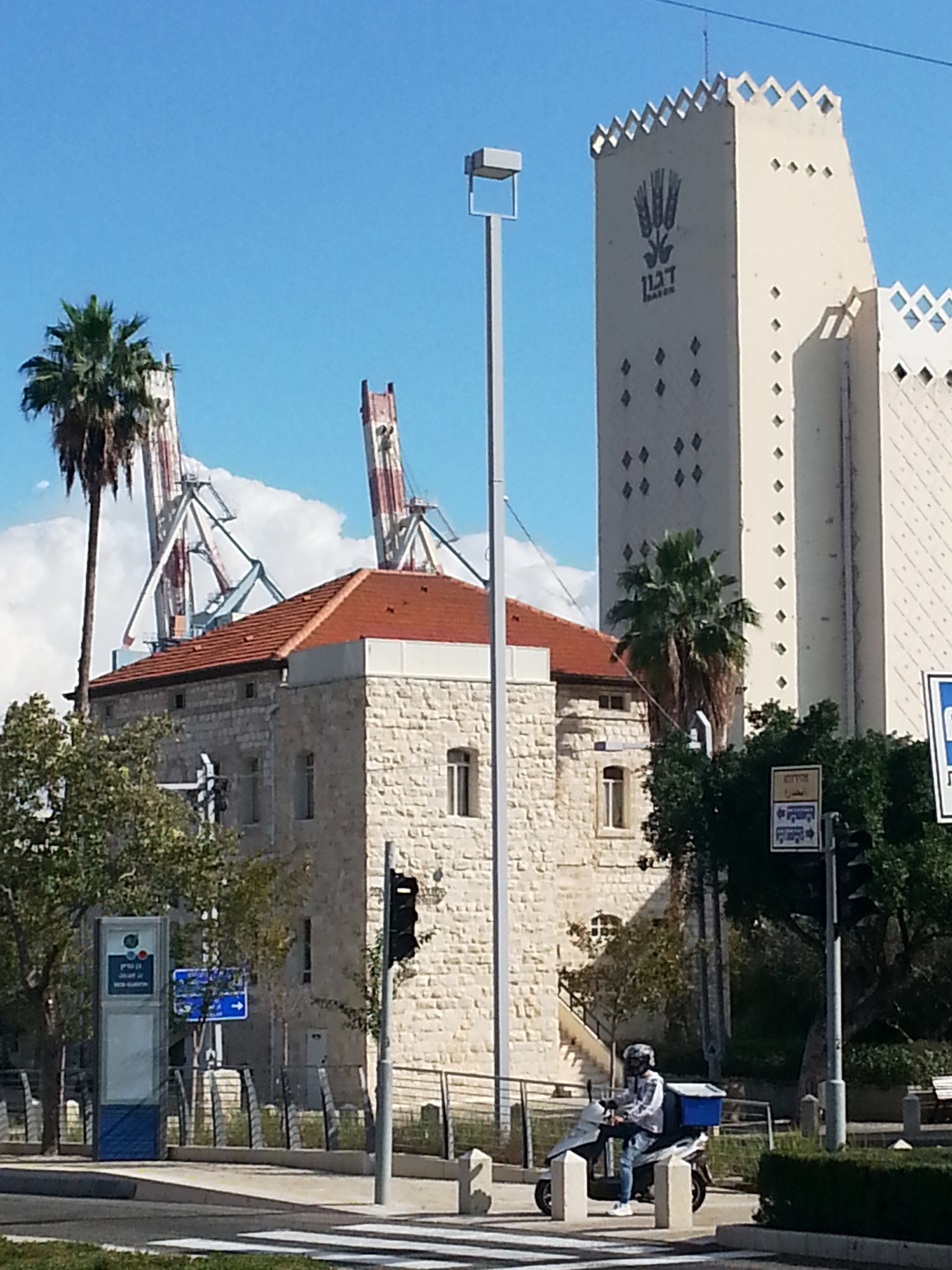
Ehemaliges Konsulat Haifa überragt vom Getreidesilo Dagon, 2018

Am 26. Oktober traf der Kaiser feierlich im deutschen Konsulat Haifa ein. Das Oberhaupt der deutschen Kolonie, der Lehrer Friedrich Lange (1840–1923), und der Vizekonsul Fritz Keller (1833–1913) begrüßten ihn und die Kaiserin im Namen der Templer. Lange drückte seinen Dank dafür aus, dass die Kolonie unter dem deutschen Protektorat stehe und finanzielle Unterstützung erhielt, und sprach die Hoffnung aus, auch in Zukunft unterstützt zu werden, was der Kaiser freudig bejahte.
Als Vertreter der in Tabgha am See Genezareth ansässigen Katholiken und Protestanten sprach der Pastor Herman Baumeister (1867–1898) ein paar Worte. Daraufhin gab der Kaiser dem Pastor zu verstehen, dass er den „Katholischen Unterthanen“ überall Schutz gewähre. Im Anschluss an die Begrüßungsfeier im Garten des deutschen Konsulats besuchte man das katholische Hospiz der barmherzigen Schwestern vom heiligen Borromäus sowie die evangelische Schule, die sich ebenfalls in Haifa befand. Nach den Besuchen in Haifa ging die Reise weiter nach Jaffa. Unterwegs wurden Atlit und Tantura besichtigt, und man übernachtete kurz vor Caesarea Maritima in einem Zeltlager bei Burdsch-el-Khail (heute Burdsch Binjamina).

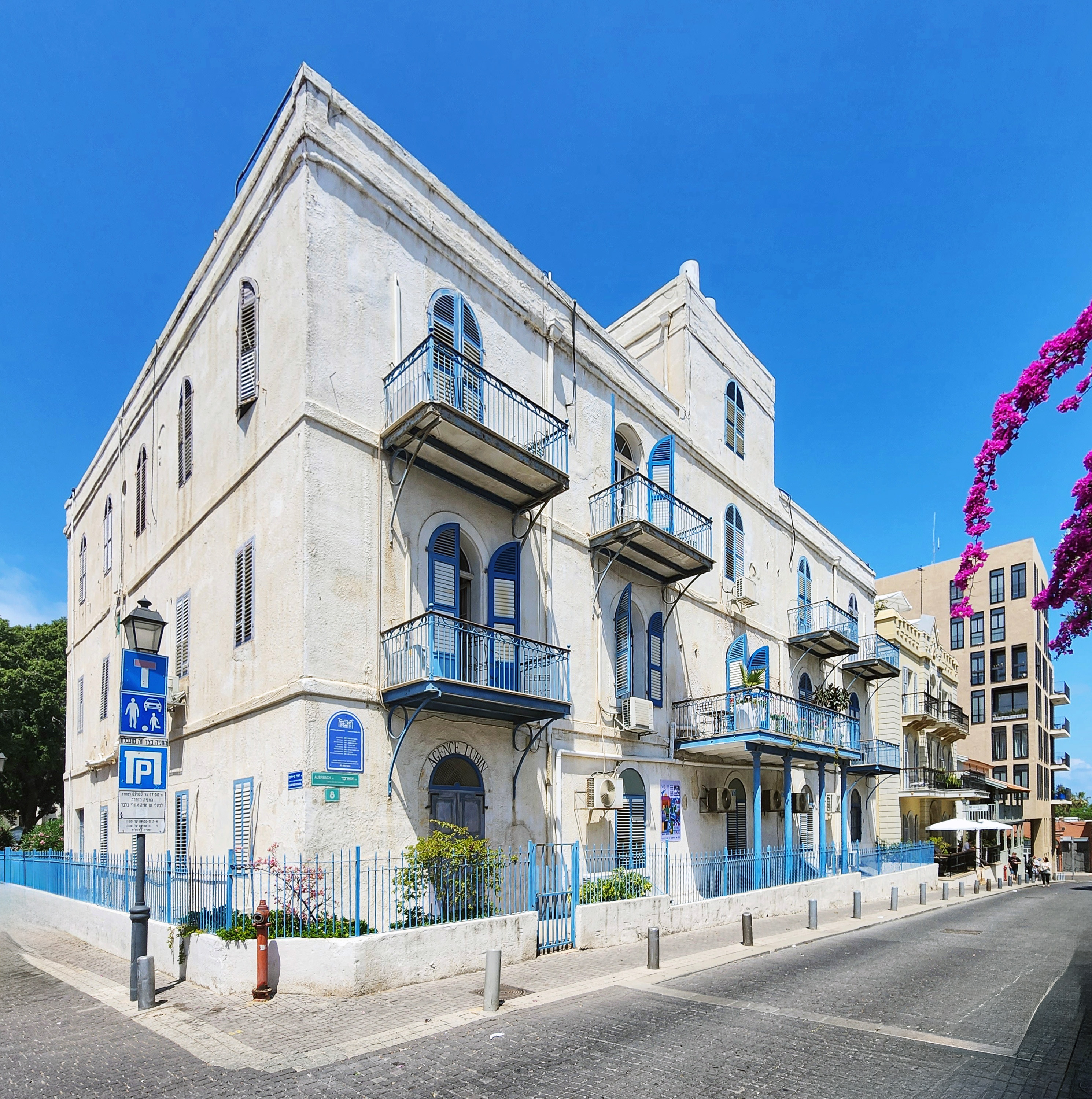
Straße Rechov Auerbach mit Ustinows ehemaligem Hôtel du Parc (1.v.l., jetzt Beit Immanuel) und Hardeggs ehemaligem Hotel Jerusalem (2.v.l.), 2023

Am Morgen des 27. Oktobers wurde die Reise fortgesetzt. Der zur Tempelgesellschaft gehörige Georg Sus (1853–1932) führte den kaiserlichen Hofzug auf der neu errichteten Straße nach Jaffa. Der Kaiser passierte Kakun (Qaqun) und Kafr Saba (das heutige Kfar Saba) sowie nördlich Jaffas die landwirtschaftliche Templerkolonie Sarona, dessen südlicher Teil heute Ausgeh- und nördlicher Regierungsviertel in Tel-Aviv sind. In Sarona wurde der Kaiser herzlich empfangen. Der deutsche Konsul in Jaffa Edmund Schmidt (1855–1916) empfing den Kaiser und begrüßte ihn freundlich im Auftrag der gesamten Kolonie. Der Kaiser wies auf die Hoffnung hin, dass seine freundschaftliche Politik gegenüber dem Osmanischen Reich dazu dienen werde, dass die deutschen Siedlungen (zu der Zeit die Kolonien in Haifa, in Jaffa, in Rephaim bei Jerusalem, Sarona und das Landgut Bir Salem in Bir Salem) sich in der dortigen Region gut entwickeln könnten.
Von der Kolonie in Sarona ging die Reise weiter nach Jaffa, wo ihr Reisebüro Thomas Cook and Son Kaiser und Kaiserin und ihre Entourage im Hôtel du Parc (jetzt בית עמנואל Beit ʿImmanūʾel, seinerzeit Seestraße 11) des evangelischen, württembergischen Freiherrn Plato von Ustinow (russisch Платон Григорьевич Устинов, 1840–1918; Großvater Peter Ustinovs) untergebracht hatte. Das weitere Gefolge gastierte im Hotel Jerusalem (jetzt Hotel Drisco, seinerzeit Seestraße 6, jetzt רחוב אוארבך Rechov Auerbach) des Templers Ernst Hardegg. Auf diese Weise hielt Wilhelm II., summus episcopus der Evangelischen Landeskirche der älteren Provinzen Preußens, bei seinem Besuch die Balance zwischen Templern und Evangelischen.
Die ursprünglich für den 28. Oktober geplante Grundsteinlegung für die evangelische Immanuelkirche, zu der Wilhelm II. als summus episcopus der altpreußischen Landeskirche und Auguste Victoria als Schirmherrin des Evangelischen Kirchenbauvereins erwartet wurden, musste abgesagt werden, weil nach einer Intrige von Templern aus Jaffa und Sarona bei der Hohen Pforte der Firman mit der Baugenehmigung nicht rechtzeitig eingetroffen war.:116

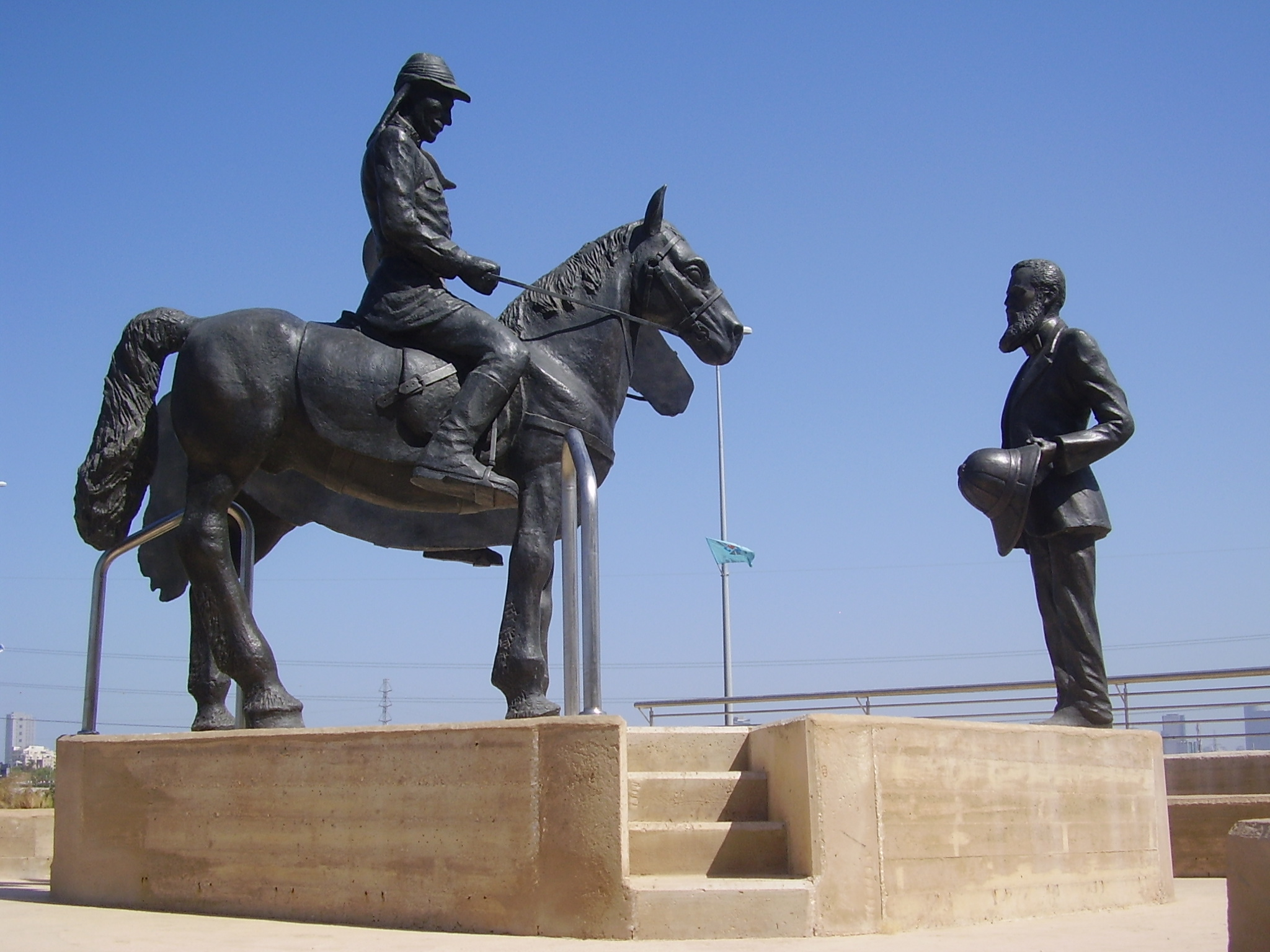
Mikwe Israel: Reiterstandbild Wilhelms II. mit Statue Theodor Herzls in Gedenken beider Begegnung 1898, 2012

Aber Christian Matthäus Jung (1843–1909; Bürgermeister Saronas), Friedrich Konrad Jakob Klenk (* 1832; Tempelvorsteher Jaffas), Friedrich Lange (1840–1923; Tempelvorsteher Haifas), Theodor Sandel (Bürgermeister Rephaims) und Christian Hoffmann II. als Vorsitzender der Tempelgesellschaft besuchten an diesem Tag den Kaiser. Man überbrachte ein Memorandum, in dem die Ansiedlung der Templer in Palästina beschrieben wurde, sowie ein mit Zeichnungen versehenes Album des deutschen Orientmalers Gustav Bauernfeind (1848–1904). Der Kaiser drückte den Kolonisten gegenüber seinen Wunsch aus, sie sollten „zum Wohle der Bewohner dieses Landes mit Ausdauer und Erfolg mit ihrer wichtigen Aufgabe fortfahren“:81 Nun verließ der kaiserliche Hofzug Jaffa in Richtung Jerusalem. Auf dem Weg, bei der jüdischen Ackerbauschule Mikwe Israel, empfingen Theodor Herzl und David Wolffsohn den Kaiser am 28. Oktober 1898 zu einer kleinen, zweiten Unterredung. Über die Zukunft der Juden in Palästina sagte der Kaiser zu diesem Zeitpunkt noch nichts.

### Strafpredigt vor Geistlichen
Der Kaiser reiste nun zu Pferd und gelangte über Ramle und Latrun nach Bab el Wad. Am Morgen des 29. Oktobers verlief die Reiseroute über Abu Gosch nach Jerusalem. Höhepunkt des Konsulats Paul Andreas von Tischendorfs in Jerusalem waren Vorbereitung und Begleitung der kaiserlichen Besucher und ihrer Entourage. Um den hohen Besuch und sein großes Gefolge unterzubringen, gab es keine angemessenen und ausreichenden Unterkünfte in der Stadt, in Absprache mit der Reiseleitung vereinbarten daher Konsul Tischendorf und der Jerusalemsverein auf dessen Grundstück im Rechov haNeviʾim 42 ein Zeltlager aufzurichten. Das Kaiserpaar ritt auf Schimmeln in weißen Sonnenmänteln dem Tross vorweg in die Stadt ein. Der Aufenthalt in Jerusalem dauerte eine Woche. Örtlicher Gastgeber und Vertreter des Sultans waren der Mutasarrıf von Jerusalem, Tevfik Hamdi (1856–1956), und seine Frau, Emine Naciye Tevfik (1875–1960), eine Malerin, die auch den Besuch des Kaisers in Jerusalem im Bild festhielt. Das Großgemälde (türkisch «Alman İmparatoru II. Wilhelm’in Kudüs’teki Ömer Camii’ni Ziyareti», deutsch Besuch des deutschen Kaisers Wilhelm II. in der ʿOmar-Moschee in Jerusalem; 140 × 220 cm) schuf Tevfik nach fotografischer Vorlage und gehört zur Sammlung des türkischen Marinemuseums İstanbul Deniz Müzesi in Beşiktaş. Reproduktionen des Bildes finden sich online hier und hier.:161

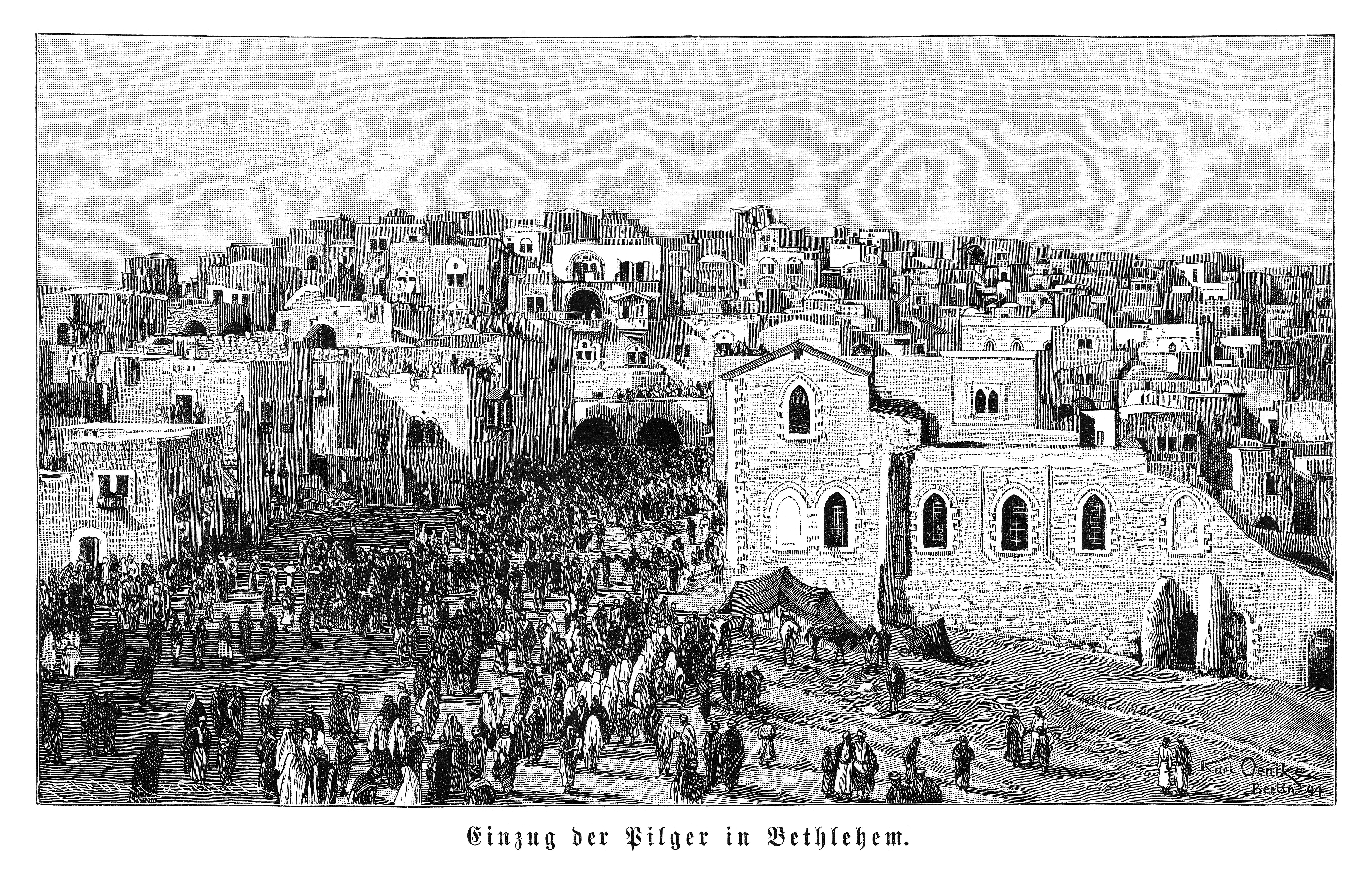
Betlehem um 1894

Dass der Kaiser von Jerusalem enttäuscht war, wurde aus einer Rede deutlich, die er in Betlehem auf einer Terrasse vor der 1893 eingeweihten evangelischen Weihnachtskirche hielt. Das Publikum der Rede bestand aus christlichen Geistlichen aus Palästina, Kleinasien und Ägypten sowie mitreisenden Vertretern der lutherischen Norwegischen und der Schwedischen Kirche, schweizerischer und deutscher Landeskirchen (Friedrich Wilhelm Barkhausen, Präsident des altpreußischen Ev. Oberkirchenrats (EOK); Georg Behrmann, Senior der hamburgischen Landeskirche; Friedrich Braun, württembergischer OKR, Theodor Valentiner), Generalsuperintendenten altpreußischer Kirchenprovinzen (z. B. Ernst Dryander), sowie Vertreter protestantischer Kirchen in Italien, Ungarn, den Niederlanden und den USA.:108 Der Kaiser kritisierte die Verstimmungen, die zwischen den Christen herrschten und so weit führten, dass osmanische Soldaten sogar in den Kirchen intervenieren müssten, um Ausschreitungen zwischen den Christen zu verhindern.
Des Weiteren bemängelte er die Uneinigkeit der Protestanten. Dies sei ein schlechtes Auftreten vor der muslimischen Bevölkerung und gebe ein unwürdiges Bild des Christentums wieder. Die Absicht Deutschlands müsse darin liegen, den Mohammedanern zu zeigen, wie die christliche Religion Liebe sei. Dies solle durch Erziehungs- und Wohlfahrtseinrichtungen sowie durch die Kultur des Christentums bewirkt werden und nicht durch erlahmende Reden. Der verarmten regionalen Bevölkerung fehle es an diesen genannten Dingen, und darüber führe der Weg, „ihre Achtung und Liebe zum Christentum zu wecken“.

### Rhetorische Ermutigung der Templer

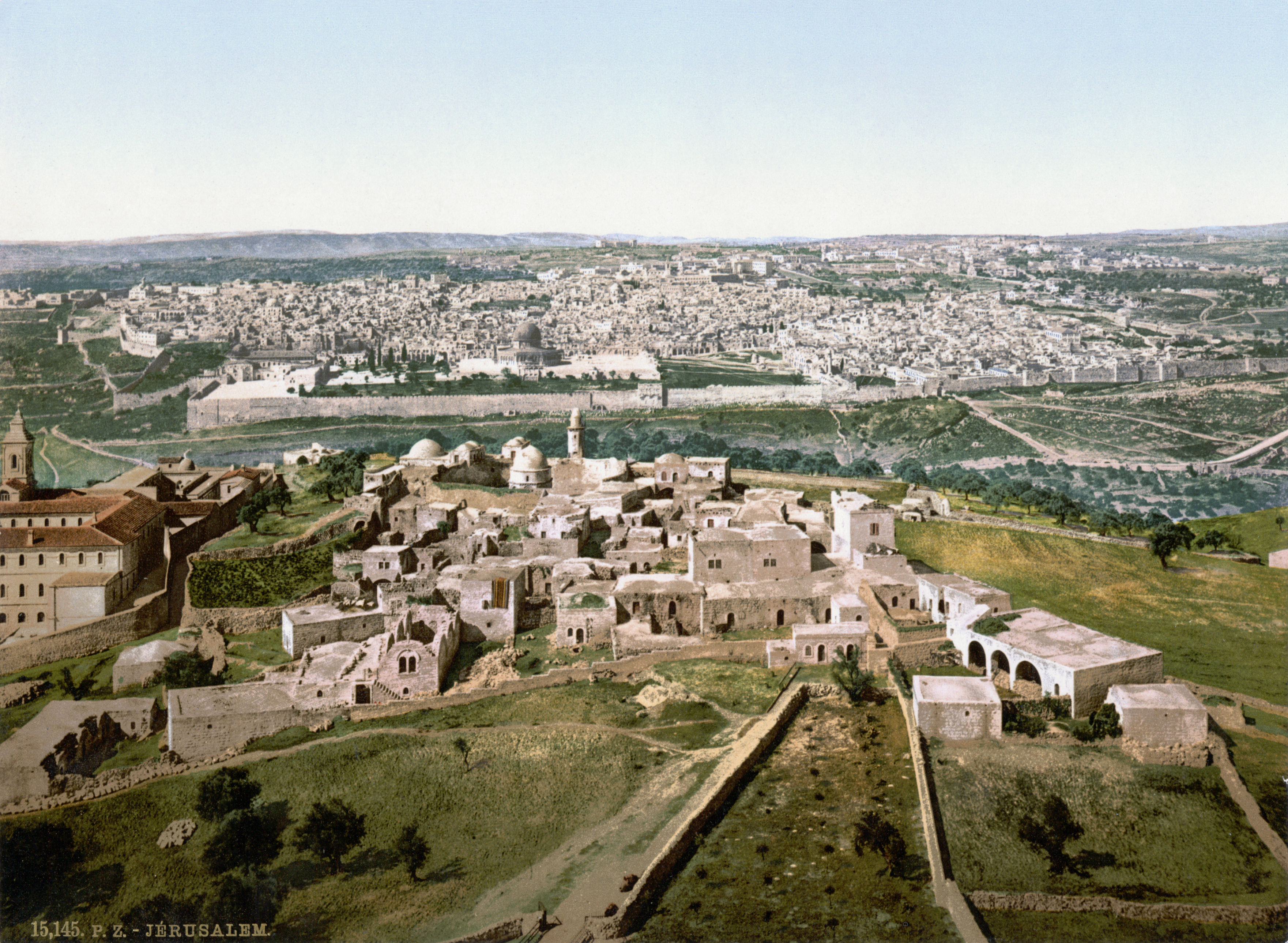
Jerusalem um 1900

Als er aus Betlehem wieder nach Jerusalem zurückkehrte, ging der Kaiser zur dortigen Templerkolonie Rephaim und fand für sie bestärkendere Worte als zuvor für die geistliche Hörerschaft vor der Weihnachtskirche in Betlehem. Er sagte, dass es ihn freue,
„daß Ihr verstanden habt, durch Euer persönliches Leben Eueren Nachbarn ein gutes Beispiel zu geben, und daß Ihr gezeigt habt, wie man es machen muß, um in diesen Ländern dem deutschen Namen Achtung zu verschaffen. Ihr habt … Euch einen guten Ruf erworben hier und auch im Auslande und habt gezeigt, wie man es angreifen muß, öde Felder wieder fruchtbar zu machen … Ich hoffe, daß, wie augenblicklich, so auch in Zukunft die freundschaftlichen Beziehungen zum osmanischen Reiche, und insbesondere die Freundschaft zu Seiner Majestät dem Sultan und Mir, dazu dienen werden, Eure Aufgaben zu erleichtern. Wenn irgendeiner von Euch Meines Schutzes bedarf, so bin Ich da … und erfreulicher Weise ist das Deutsche Reich ja imstande, seinen Angehörigen im Auslande nachhaltigen Schutz zu gewähren.“
Diese positiven Worte des Kaisers zeigen, dass er großes Interesse am guten Gedeihen der Kolonien in Palästina hatte. Die Anrede der Siedler in der zweiten Person erweckt den Eindruck der besonderen Nähe. Auch lobt er ihre Arbeit, weil „… Ihr gezeigt habt, wie man es machen muß, um in diesen Ländern dem deutschen Namen Achtung zu verschaffen“. Dieser Satz könnte eine Anspielung auf die zuvor gehaltene Rede in Betlehem sein.
Freudig gestärkt durch des Kaisers Worte wurde am darauffolgenden Tage die Nachtruhe durch den Gesang deutscher Siedler gestört. Sie sangen die deutsche Nationalhymne. Doch Robert Bosse (preußischer Kultusminister sowie Mitglied des kaiserlichen Gefolges) meinte, man solle den Siedlern nicht zu viele Hoffnungen machen. Bosse war bewusst, dass Wilhelm II. keine „konkreten Schritte“ einleiten würde, die die Beziehungen zum Sultan Abdülhamid II. gefährdeten, auch wenn der Kaiser versuchte, die Stellung der deutschen Siedler in Palästina zu stärken.

### Einweihung der Erlöserkirche

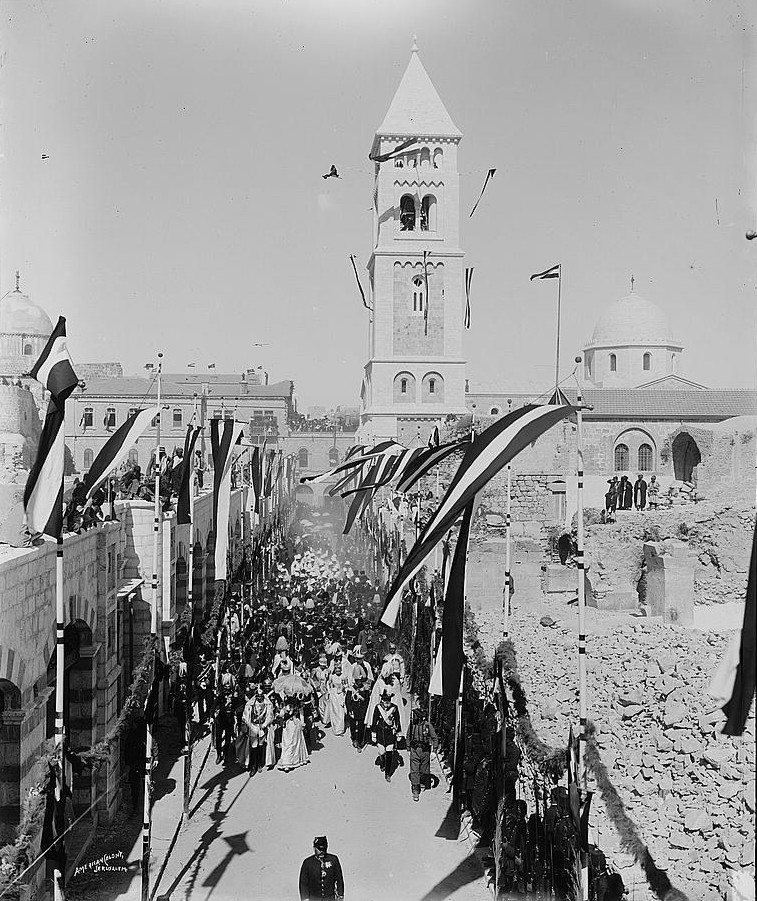
Wilhelm II. und Auguste Viktoria im Muristan vor der Erlöserkirche

Die Leitung des Baus der Erlöserkirche von 1893 bis 1898 hatte Paul Ferdinand Groth (1859–1955) inne. Der Wunsch des Kaisers war es, dass eine Urkunde zusammen mit drei Fünfmarkstücken, die Bildnisse vom Kaiser Wilhelm I., Friedrich III. und Wilhelm II. zeigten, sowie den 95 Thesen Luthers in ein kupfernes Kästchen gelegt und mit einer Steinplatte verschlossen werden sollten. Am Reformationstag, dem 31. Oktober 1898, erfolgte als Hauptziel der Reise die Einweihung der Erlöserkirche vor Besuchern aus der ganzen Welt. Das Gebiet, auf dem die Kirche errichtet wurde, hatte 1869 Kronprinz Friedrich Wilhelm (1888: Friedrich III.) auf der Durchreise zur Eröffnung des Suezkanals vermittelt durch den Sultan in Besitz genommen.
Die Besuche, die der Kaiser im Jordanland geplant hatte, sagte er aufgrund der Hitze sowie der staubigen Straßen ab; außerdem auch wegen Nachrichten, die ihn aus Berlin erreichten, wie es in der öffentlichen Bekanntmachung hieß. In seinen letzten Tagen in Jerusalem traf er die wichtigsten Vertreter aller dort ansässigen Religionen wie auch der staatlichen Einrichtungen. Des Weiteren besuchte er Pastor Johann Ludwig Schnellers Syrisches Waisenhaus, die Kaiserswerther Mädchenschule „Talitha Kumi“ sowie das deutsche Diakonissen-Krankenhaus Jerusalem und das katholische Hospiz am Jaffator.

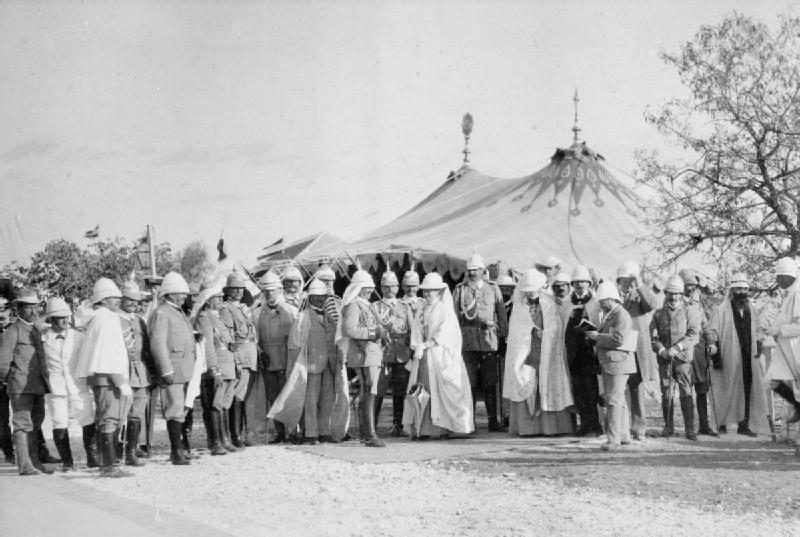
Kaiserpaar und Entourage im Zeltlager

Der Kaiser stiftete ferner eine große Summe Gelde dem Deutsch-Israelitischen Biqqur-Cholim-Hospital, das Konsul Georg von Alten in deutschen Schutz genommen hatte und in seinem 1867 bezogenen bisherigen Domizil in der Altstadt aus den Nähten platzte. Das Krankenhaus erwarb mit dem Geld das Grundstück am Rechov Nathan Straus gegenüber vom Diakonissenkrankenhaus, wo dann von 1912 bis 1927 dessen Neubau entstand.
Den Rang des Pastorenamtes der Evangelischen Gemeinde deutscher Sprache zu Jerusalem erhöhte der Kaiser zu jenem eines Propstes. Als neuen Sitz desselben errichtete Paul Ferdinand Palmer (1855─1935) bis 1903 dann auf dem östlichen Abschnitt des dann geteilten Grundstücks des kaiserlichen Zeltlagers die evangelische Propstei Jerusalem (בֵּית הפְּרוֹבְּסְט Bejt ha-Prōbst) und westlich anschließend einen Neubau für die Deutsche Evangelische Schule an der Stichstraße Rechov Schaʾul Adler. Für deutsche Katholiken erwarb er auf dem Berg Zion das Grundstück, auf dem bis 1910 die benediktinische Dormitio-Abtei errichtet wurde. Der katholische Deutsche Verein vom Heiligen Lande hatte selbst schon längere Zeit versucht, es zu kaufen, doch war das Terrain auch Muslimen heilig,:152 und so bemühte sich der Verein vergebens. Erst als der Kaiser persönlich intervenierte, kaufte Sultan Abdülhamid II. selbst das Gebiet für 100.000 ℳ, die Wilhelm II. aufbrachte.

### Absage an den Zionismus

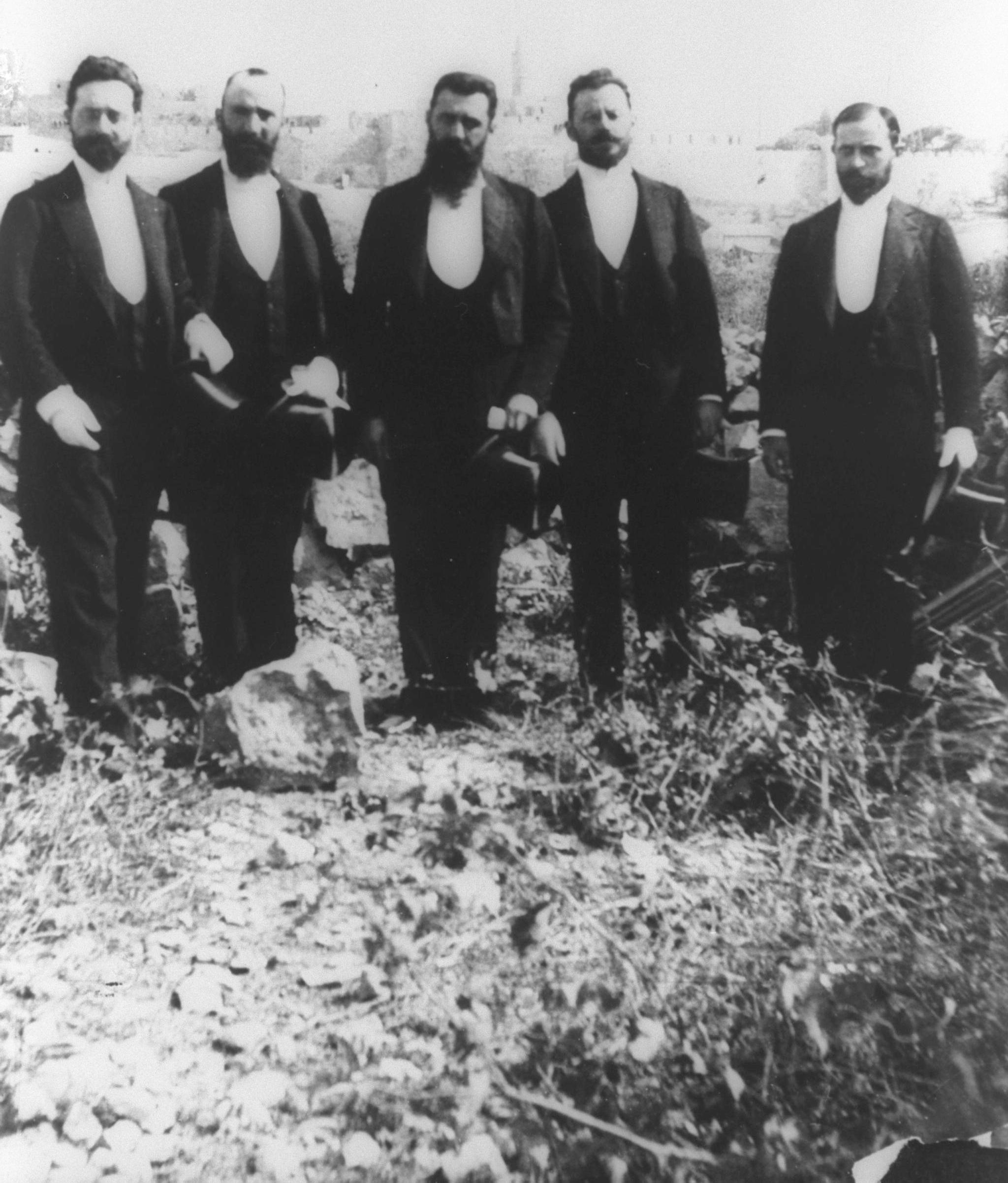
Delegation mit Max Bodenheimer, David Wolffsohn, Theodor Herzl, Moses Schnirer und Joseph Seidener (v.l.), 2. November 1898

Die zionistische Delegation unter Leitung Theodor Herzls mit Max Bodenheimer, David Wolffsohn, Moses Schnirer und Joseph Seidener traf am 2. November im Zeltlager des Kaisers ein. Wilhelm II. teilte ihnen mit, dass alle diejenigen Bestrebungen auf sein wohlwollendes Interesse zählen könnten, welche auf eine Hebung der Landwirtschaft in Palästina zur Förderung der Wohlfahrt des Osmanischen Reiches unter voller Beachtung der Landeshoheit des Sultans abzielten.
Herzl hatte gehofft, mit Hilfe des Kaisers den Weg zum Judenstaat in Palästina bahnen zu können. Sogar der Onkel des Kaisers, Friedrich I. von Baden, hatte Herzl telegrafisch zum Erfolg beglückwünscht. Doch in der letzten Zeile stellte Wilhelm II. die Landeshoheit des Sultans heraus. Dem Kaiser waren die guten Beziehungen zum osmanischen Sultan offenbar wichtiger als deutsche Siedler und möglicherweise die Hoffnung, linksorientierte Juden in Deutschland loszuwerden. Mochte der Kaiser anfangs mit dem Gedanken gespielt haben, in Palästina den Zionisten zu helfen, hat er ihn während der Orientfahrt wieder abgelegt, vielleicht beim Besuch des Sultans.

### Besuch von Damaskus und triumphale Rückkehr
Ein Abschiedsgottesdienst für den Kaiser fand am 3. November in der Erlöserkirche statt. Am nächsten Tag reiste der Hof mit der Eisenbahn nach Jaffa zurück, von wo es mit dem Schiff weiter nach Beirut ging. Von dort aus besichtigte er bei einem Besuch von Damaskus das Grab Saladins, welches nicht mehr in dem Bewusstsein der Einheimischen war und erst mühsam gesucht werden musste. Hier hielt Wilhelm vor einer großen Menschenmenge eine Ansprache, in der er sich auf die Freundschaft zwischen Harun al-Rashid und Karl dem Großen berief, indem er erklärte, der deutsche Kaiser werde zu allen Zeiten der Freund aller Mohammedaner sein ("Möge der Sultan und mögen die 300 Millionen Mohammedaner, die auf der Erde zerstreut leben, dessen versichert sein, daß zu allen Zeiten der deutsche Kaiser ihr Freund sein wird"). Diese Damaskusrede wurde vom Sultan mit großer Dankbarkeit aufgenommen, während sie in Europa Verwunderung und Misstrauen hervorrief. Am 26. November kehrte der Kaiser nach Berlin zurück.
Noch politisch wurde es allerdings bei der triumphalen Heimkehr:
„Seine Schwester Charlotte konnte ihren Augen und Ohren nicht trauen, als sie von seiner Absicht erfuhr, festlich in Berlin Einzug zu halten, als hätte er einen Krieg gewonnen.“:1059
Volkstümliche Werke, Kinderbücher sowie eine Prachtausgabe verbreiteten den Mythos der kaiserlichen Wallfahrt als wahr gewordenes Märchen. Auch in seiner darauffolgenden Rede versuchte er die Orientreise zu nutzen, indem er vor dem Brandenburgischen Provinziallandtag sein erhebendes Gefühl schilderte, welches ihn auf dem Ölberg ergriffen habe, wo der Erlöser den Kampf aller Kämpfe für die Menschheit focht. Schließlich merkte Wilhelm noch an, wie schön es doch in der deutschen Heimat sei und dass es die Aufgabe aller sein müsse, die Einheit zu bewahren.
„Deswegen wollen wir trachten, dass wir Germanen wenigstens zusammenhalten, wie ein fester Block.“:1060
Den kritischen Stimmen gab Frank Wedekind im „Palästinaheft“ des Simplicissimus mit dem Gedicht Im Heiligen Land Ausdruck, in dem er die religiöse Symbolik der Reise ironisierte:
„Mit Stolz erfüllst du Millionen Christen;

wie wird von nun an Golgatha sich brüsten,

das einst vernahm das letzte Wort vom Kreuz

und heute nun das erste deinerseits.“

## Fazit

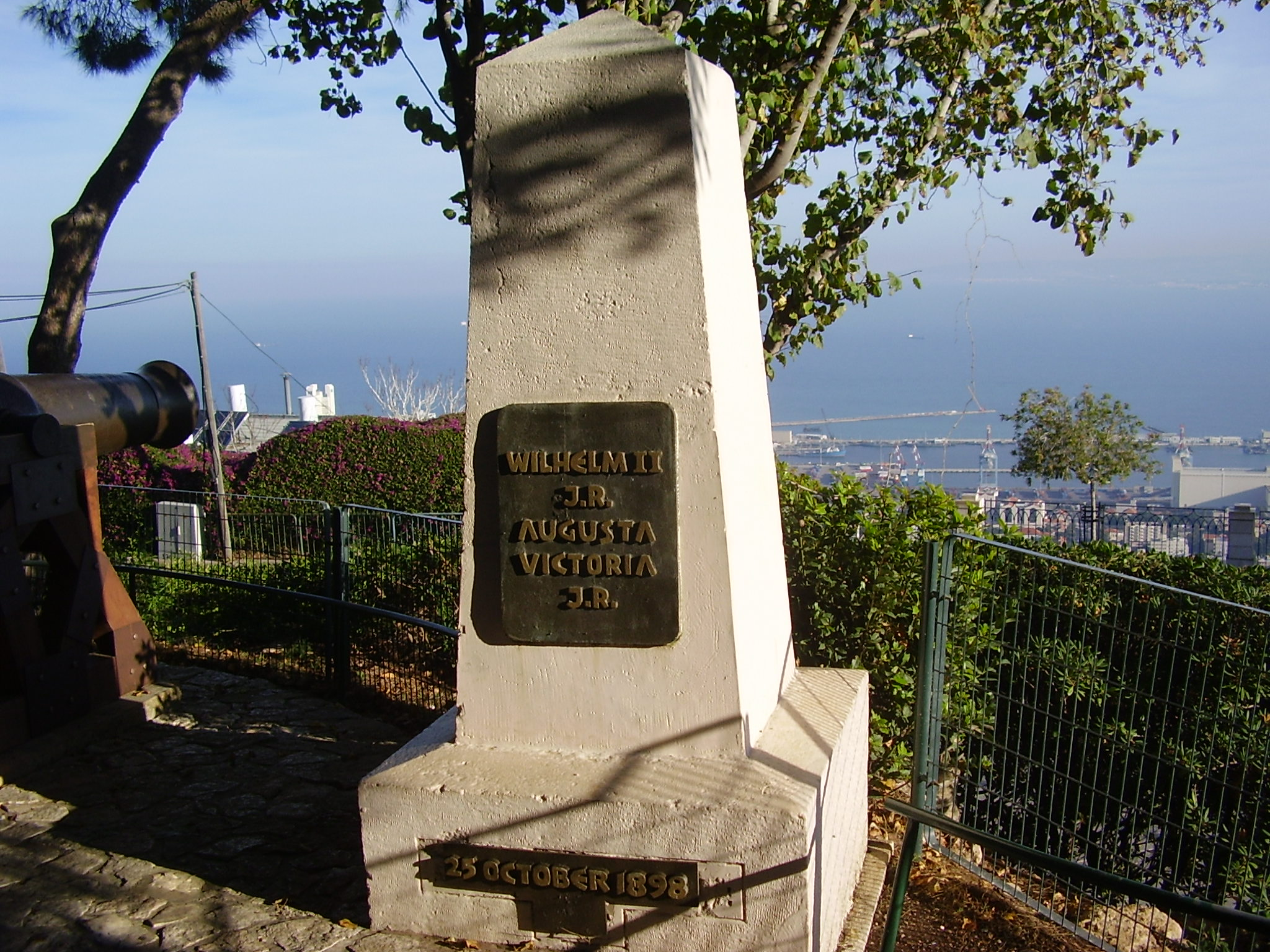
Obelisk in Haifa

Der Geschäftsträger der Botschaft in Konstantinopel überprüfte die Ergebnisse der Reise. Kopien dieses Berichts wurden auf Anweisung des Kaisers an alle ausländischen Botschaften versandt, was Alex Carmel als Zustimmung des Kaisers auffasst. Als Begünstigte der Reise wurden die deutschen Siedler herausgestellt, die vor allem von den extra für den Besuch des Kaisers ausgebauten Straßen und Brücken etc. profitierten. Das Leitmotiv, das für die Reise angegeben wurde, war ihre Religiosität, und ihr größter Erfolg sei die Begeisterung für die Deutschen, die sie ausgelöst habe. Robert Bosse bemerkte, dass einige Mitreisende meinten, das Deutsche Reich werde nun auch in Palästina „festen Fuß fassen“. Allerdings zeigte die Reise,
„wie vorsichtig unser Kaiser in dieser Beziehung alles vermieden habe, was übertriebenen politischen Hoffnungen oder auch dem Misstrauen anderer Nationen zum Anhalt hätte dienen können. Die auswärtige Politik des Deutschen Reiches bewegt sich auch heute noch – Gott sei Dank – auf dem von den Fürsten Bismarck vorgezeichneten Bahnen. Sie ist namentlich in der orientalischen Frage ausgesprochene Friedenspolitik.“:169
Deutsche Territorien oder Zentren zu gewinnen, wie in China, habe das Deutsche Reich in Palästina nicht vor, sondern er freue sich über die friedliche Arbeit der dortigen deutschen Siedler. „Obwohl Preußen und das Deutsche Reich im allgemeinen Kolonisationspläne ihrer Untertanen im Osmanischen Reich mit größter Vorsicht und Zurückhaltung zu behandeln pflegten,“:65 war das Verhältnis des Kaisers zu den deutschen Siedlern in Palästina ihnen gegenüber wohlwollend, jedoch seine Unterstützung in Anbetracht der Beziehungen zum Osmanischen Reich zurückhaltend. Die Hoffnung der Templer, dass der Kaiser sich vor allem politisch für die Kolonien einsetze, wurde also nicht erfüllt.:104seq.:65 Die Träume der deutschen Kolonisten in Palästina zerplatzten wohl endgültig, als ihnen der Kaiser im Fall des Palästinadeutschen Fritz Unger (1876–1910) aus Haifa nicht beistand, obwohl er ihnen auf seiner Orientreise mehrmals seinen Schutz zugesichert hatte. Da in der Nacht vor Ungers Tod ein Dieb, der aus Tirat al-Lawz stammte, beim Abernten von Ungers Agrarflächen in Neuhardthof (heute zu Haifa) an der Karmelküste zwischen Atlit und Tirat al-Lawz von Wächtern erschossen worden war, reisten, um die Sache aufzuklären, Unger, der deutsche Vizekonsul Julius Löytved-Hardegg und Vertreter osmanischer Behörden nach Tirat al-Lawz, wo ein wütender Araber Unger vor dessen Reisebegleitung vermutlich in Blutrache erschoss.
Das politische Interesse des Deutschen Reiches an Palästina erlahmte, als den Franzosen offiziell das Heilige Land überlassen wurde, weil die deutsche Hauptstadt die Zone entlang der Bagdadbahn beanspruchte, als Deutschland, Frankreich, England und Russland das Osmanische Reich in Interessensphären einteilten.
Mit Ausnahme des Besuches bei Sultan Abdülhamid II. war die Reise eher unpolitisch und hatte den Charakter einer Pilgerfahrt im Geiste der Ahnen. Ein Interesse hatte der Kaiser gewiss auch an den deutschen Siedlungen, zumindest in kultureller Hinsicht, weniger in politischer. Wie der gesamte Verlauf zeigt, überwogen die religiösen Motive.